# Opisan krug
U geometriji je opisan krug (ili krug opisan oko mnogougla) krug koji prolazi kroz sva temena mnogougla. Centar ovog kruga se nalazi u preseku simetrala stranica i njegov poluprečnik je rastojanje centra od bilo kog temena
mnogougla.
Mnogougao koji ima opisan krug se naziva tetivni mnogougao. Svi trouglovi i svi pravougaonici su tetivni kao i ostali pravilni mnogouglovi(petougao,šestougao,osmougao).
Ovaj krug se smatra i najmanjim krugom koji u potpunosti sadrži mnogougao u sebi, ako je centar unutar mnogougla. Nema svaki mnogougao opisan krug, jer neće uvek sva temena mnogougla da leže na krugu, ali svaki mnogougao ima jedinstveni minimalni granični krug, koji se može konstruisati algoritmom u linearnom vremenu. Čak i ako mnogougao ima opisan krug, ne mora da znači da će da se poklopi sa minimalnim graničnim krugom; na primer, kod tupouglog trougla, minimalni granični krug ima najdužu stranu kao prečnik i ne prolazi kroz ostala temena.

## Krug opisan oko trougla[2]
Svi trouglovi su tetivni, odnosno oko svakog trougla može da se opiše krug.

### Teorema (O centru opisanog kruga)
Simetrale stranica trougla seku se u jednoj tački.

#### Dokaz
Neka je {\displaystyle S} zajednička tačka simetrale {\displaystyle s_{1}} , stranice {\displaystyle BC} i simetrale {\displaystyle s_{2}} stranice {\displaystyle AC} trougla {\displaystyle ABC}. Zaključuje se sledeće: kako je {\displaystyle S} tačka simetrale {\displaystyle s_{1}}, važi jednakost {\displaystyle BS=CS}. Međutim, zbog {\displaystyle S\in s_{2}} je i {\displaystyle CS=AS}, pa sledi i {\displaystyle AS=BS}. Dakle, trougao {\displaystyle ABS} je jednakokraki, pa tačka {\displaystyle S} pripada i simetrali duži {\displaystyle AB}. Dakle, {\displaystyle S} je zajednička tačka simetrala triju stranica trougla. Sem toga, kako je {\displaystyle SA=SB=SC}, to krug sa centrom {\displaystyle S} i poluprečnikom {\displaystyle SA} sadrži sva temena trougla, pa je to opisani krug trougla {\displaystyle ABC}.

### Jednakostranični,jednakokraki i pravougli trouglovi[3]

#### Jednakostranični trougao
Poluprečnik opisanog kruga oko jednakostraničnog trougla jednak je {\displaystyle {\frac {2}{3}}} visine tog trougla.
{\displaystyle R_{0}={\frac {2}{3}}h} ili {\displaystyle R_{0}={\frac {a{\sqrt {3}}}{3}}}
Površina opisanog kruga je {\displaystyle P=R_{0}^{2}{\boldsymbol {\pi }}}.

#### Jednakokraki trougao
Kod jednakokrakog trougla centar opisanog kruga nalazi se na visini koja odgovara osnovici.

{\displaystyle h_{a}={\sqrt {b^{2}-\left({\frac {a}{2}}\right)^{2}}}}
Površina opisanog kruga je {\displaystyle P=\left({\frac {2}{3}}h_{a}\right)^{2}{\boldsymbol {\pi }}}

#### Pravougli trougao
Centar opisanog kruga oko pravouglog trougla je središte hipotenuze. Dužina poluprečnika opisanog kruga je jednaka polovini dužine hipotenuze.
{\displaystyle R_{0}={\frac {1}{2}}c}
Površina opisanog kruga je {\displaystyle P=\left({\frac {c}{2}}\right)^{2}{\boldsymbol {\pi }}}

### Položaj u odnosu na trougao
Položaj centra opisanog kruga zavisi od vrste trougla: 
- Ako je trougao oštrougli(svi uglovi su manji od pravog ugla), centar opisanog kruga se nalazi unutar trougla.
- Ako je trougao tupougli (ima jedan ugao koji je veći od pravog ugla), centar opisanog kruga leži izvan trougla.
- Ako je pravougli trougao, centar opisanog kruga se nalazi na sredini hipotenuze. Ovo potvrđuje Talesova teorema.

### Baricentričke koordinate
Centar kruga ima baricentričke koordinate {\displaystyle a^{2}(b^{2}+c^{2}-a^{2}):b^{2}(c^{2}+a^{2}-b^{2}):c^{2}(a^{2}+b^{2}-c^{2})},, gde su {\displaystyle a,b,c} dužine stranica ({\displaystyle BC,CA,AB}) trougla.
U odnosu na unutrašnje uglove trougla {\displaystyle \alpha \,},{\displaystyle \beta \,},{\displaystyle \gamma \,}, baricentričke koordinate centra opisanog kruga su:
{\displaystyle \sin 2\alpha \,:\sin 2\beta \,:\sin 2\gamma \,}.

### Primena sinusne i kosinusne teoreme[6]
Stranice trougla proporcionalne su sinusima njima naspramnih uglova. Odnos dužine stranica i sinusa naspramnog ugla trougla je konstanta i jednak je dužini prečnika kružnice opisane oko trougla. 

#### Dokaz
Neka je {\displaystyle \kappa (O,R_{0})} krug koji je opisan oko trougla {\displaystyle ABC}. 
Ako je {\displaystyle CA_{1}} prečnik,tada iz pravouglog trougla {\displaystyle A_{1}BC} imamo {\displaystyle \sin \alpha \,_{1}={\frac {a}{2R_{0}}}}. 
Uglovi {\displaystyle \alpha \,} i {\displaystyle \alpha \,_{1}} su jednaki ili suplementni,kao periferijski uglovi nad istim lukom {\displaystyle BC} ,pa je i {\displaystyle \sin \alpha \,=\sin \alpha \,_{1}}, dakle sledi {\displaystyle \sin \alpha \,={\frac {a}{2R_{0}}}}

## Krug opisan oko četvorougla
Četvorouglovi mogu imati opisan krug ako i samo ako se simetrale sve četiri stranice seku u jednoj tački i oni imaju posebne osobine, uključujući činjenicu da se naspramni uglovi dopunjuju (zbir naspramnih uglova jednak je opruženom uglu).
Oko nekih četvorouglova kao sto su kvadrat, pravougaonik ili jednakokraki trapez moguće je opisati krug, dok oko paralelograma, romba ili trapeza u opštem slučaju to nije moguće zato što se oko paralelograma koji nije kvadrat ili pravougaonik ne može opisati krug jer su simetrale naspramnih stranica paralelne.
Četvorouglove oko kojih može da se opiše krug nazivamo tetivnim. Ime dolazi odatle što su stranice takvih četvorouglova tetive opisanog kruga.
Definicija 1. Četvorougao je tetivan ako njegova temena pripadaju jednoj kružnici.
Nameću se dva pitanja:
- 1. Šta je to što uzrokuje da četvorougao bude tetivan?
- 2. Ako je četvorougao tetivan koje osobine on tada poseduje?

Neki od odgovora nalaze se u sledećim tvrđenjima.
Tvrđenje 1. Četvorougao je tetivan ako i samo ako se simetrale njegove tri stranice seku u jednoj tački.
Dva tvrđenja koja slede su najpoznatija i ona su neophodni i dovoljni uslovi za tetivnost četvorougla.
Tvrđenje 2. Četvorougao je tetivan ako i samo ako je zbir svaka dva naspramna ugla jednak 180̊.
Tvrđenje 3. Četvorougao je tetivan ako i samo ako je spoljašnji ugao kod jednog temena podudaran sa unutrašnjim uglom kod njemu dijagonalnog temena. 
Tvrđenje 4. Četvorougao je tetivan ako i samo ako mu se svaka stranica vidi iz preostala dva temena pod podudarnim uglovima.

### Krug opisan oko kvadrata,pravougaonika i jednakokrakog trapeza[9]
Kvadrat ima i upisan i opisan krug koji imaju zajednički centar(tzv. centar kvadrata) u preseku dijagonala. Dužina poluprečnika opisanog kruga oko kvadrata je jednaka polovini dužine dijagonale.
{\displaystyle R_{0}={\frac {1}{2}}d}
Površina opisanog kruga je {\displaystyle P=\left({\frac {d}{2}}\right)^{2}{\boldsymbol {\pi }}}.
Korišćenjem Pitagorine teoreme dijagonala može da se izrazi preko stranice kvadrata {\displaystyle a^{2}=\left({\frac {d}{2}}\right)^{2}+\left({\frac {d}{2}}\right)^{2}}, {\displaystyle a^{2}={\frac {d^{2}}{2}}}, {\displaystyle d^{2}=2{a}^{2}}, {\displaystyle d={\sqrt {2a^{2}}}}.
Kod pravougaonika centar opisanog kruga nalazi se u preseku dijagonala. Dužina poluprečnika opisanog kruga je polovina dužine dijagonale.
{\displaystyle R_{0}={\frac {d}{2}}} gde je dijagonala može da se izrazi preko stranica pravougaonika: {\displaystyle d={\sqrt {a^{2}+b^{2}}}}.
Površina opisanog kruga je {\displaystyle P=\left({\frac {d}{2}}\right)^{2}{\boldsymbol {\pi }}}.
Kod trapeza dužina poluprečnika opisanog kruga se određuje preko podudarnosti trouglova.
H-visina trapeza
R-poluprečnik opisanog kruga
AB-polovina veće osnovice
DM-polovina manje osnovice
Iz podudarnosti sledi: 
{\displaystyle x^{2}-Hx+AB*DM=0}.
Ova kvadratna jednačina se reši i kada je x poznato lako može da se izračuna poluprečnik R preko Pitagorine teoreme:
{\displaystyle R_{0}^{2}=AB^{2}+x^{2}}.

## Literatura
- Kadelburg, Zoran; Miličić, P.;  . (2007). Udžbenik za prvi razred gimnazije. Beograd: Krug.
- Mitrović, Milan; Ognjanović, S.;  . (1998). Geometrija za prvi razred Matematičke gimnazije. Beograd: Krug.